# Jouvence
La Jouvence è una casa editrice italiana attiva dalla metà degli anni settanta. Si qualifica come medio editore ai sensi ISTAT avendo pubblicato oltre 10 volumi l'anno nella maggior parte degli anni dal 1978 al 2017.
Con sede a Milano, è specializzata in pubblicazioni storiche; accanto a testi specialistici ha edito una collana di Guide, dedicate allo studio della civiltà romana e medievale in ambito universitario e post-universitario.
Ha dato alle stampe anche testi di letteratura araba, filologia, sociologia, filosofia e politica. Tra gli autori della casa editrice ci sono gli storici Giorgio Cencetti, Guido Pescosolido, Massimo Pallottino, Raul Manselli, Francesco Barone, Cinzio Violante, Alberto Tenenti, Agostino Ziino, Ovidio Capitani, Franco Cardini, Vittoria Ottolenghi. Importanti anche le traduzioni di autori di arabi come Abd al-Rahman Munif e Ṭāriq Ramaḍān.